# Рајан Локти
Рајан Стивен Локти (енгл. Ryan Steven Lochte, Канандејгва, Њујорк, 3. август 1984) је пливач из Сједињених Америчких Држава. Освајач је шест олимпијских медаља, власник неколико светских рекорда, а 2010. и 2011. је проглашен за најбољег америчког и светског пливача, а добитник је и награде ФИНЕ.
Након забране ношења пливачких одела на тркама, Локти је први успео да обори светски рекорд у малим, а затим и у великим базенима. Био је најуспешнији пливач Светском првенству 2011. у Шангају освојивши пет златних и једну бронзану медаљу.